# Allium assadii
Allium assadii là một loài thực vật có hoa trong họ Amaryllidaceae. Loài này được Seisums mô tả khoa học đầu tiên năm 2000.